# Quentin Crewe
Quentin Crewe - nascut com Quentin Dodds Crewe - (Londres, 14 de novembre de 1926 - Chipping Norton, Oxfordshire, 14 de novembre de 1998) fou un periodista, viatger i escriptor anglès. Va escriure 11 llibres, molts dels quals tractaven sobre els seus viatges arreu del món. Quentin va patir distròfia muscular; quan se li va diagnosticar la malaltia, el seu doctor va dir que segurament moriria als setze anys, però va morir als 76 anys. Va escriure per als diaris The Daily Mail i Sunday Mirror.
Quentin va néixer amb el cognom de Dodds el 1933. Fou el segon fill de Hugh Dodds i Lady Annabel Crewe, filla del Marquès de Crewe, net del primer Secretari d'Estat britànic per l'Índia. El seu pare va viure i treballar com a diplomàtic a Abissínia durant uns tretze anys i durant els primers anys de la vida de Quentin fou el Cònsol britànic de Sicília abans de ser-ho de la Riviera francesa perquè no podia romandre a Itàlia per la seva amistat amb Haile Selassie. A l'edat de sis anys, Quentin fou diagnosticat que patia distròfia muscular i el seu doctor va dir que segurament moriria abans dels setze anys.
El 1945 la seva família va canviar el seu cognom quan la seva mare va obtenir el títol de la seva família. Quentin va decidir dedicar-se a l'escriptura degut a la influència de l'escriptor i crític literari Percy Lubbock i va començar a escriure els seus primers articles pel suplement literari del diari The Times als Estats Units. Quan va tornar a Anglaterra per assistir a la Coronació el 1953, fou invitat a escriure pel diari Evening Standard. El 1960 va escriure el seu primer llibre, A Curse of Blossom, sobre la vida a Kyoto a finals de la dècada de 1950, ciutat en què va viure un any. Quan va tornar del Japó va esdevenir un dels directors assistents de la revista Queen i es va convertir en un crític de restauració. El 1964 la seva carrera prosperava i va esdevenir crític de cinema i columnista, primer pel Daily Mail i després va tenir una columna regular al Sunday Mirror, en la que destaca una sèrie d'articles que tractaven sobre els efectes de l'apartheid de Sud-àfrica. El 1966 feu la seva primera expedició al desert, a Aràbia Saudita, on va descriure la vida dels nòmades àrabs i on va passar per zones no explorades per occidentals anteriorment. La forma de vida i els valors dels nòmades van marcar profundament Quentin i va viatjar en diverses zones de desert, com el sud del Marroc i Mauritània, sobre les que va escriure en el seu llibre de 1983, In Search of the Sahara. El seu llibre The Last Maharaja (1985) tracta sobre l'Índia i Touch the Happy Isles (1987) sobre les Índies Occidentals.
El 1991 va escriure la seva autobiografia, Well, I Forget The Rest.

## Llibres
Els llibres que ha escrit Quentin Crewe són:
- A Curse of Blossom (1960)
- In Search of the Sahara (1983)
- The Last Maharaja (1985)
- Touch the Happy Isles (1987)
- Quentin Crewe's International pocket food book
- Letters from India
- Well, I Forget The Rest (1991, autobiografia)
- The Simon and Schuster international pocket food guides
- Crewe House
- Pckt Gourmet Travellers Menu Guide
- Japan, portrait of paradox
- In the realms of gold

## Reconeixement
Crewe va aparèixer dues vegades en el programa de la BBC Radio, Desert Island Discs, el 21 de gener de 1984 i el 16 de juny de 1996.